# Coppa UEFA 1997-1998
La Coppa UEFA 1997-1998 fu la 27ª edizione della terza competizione UEFA all'epoca per rango. Fu la prima edizione la cui finale si disputò in gara unica e la sede designata fu il Parco dei Principi di Parigi. Fu vinta dall'Inter, vittoriosa 3-0 sulla Lazio al termine di una finale completamente italiana. Per il club milanese si trattò della terza vittoria nel torneo.

## Formula
Sulla base del ranking UEFA del 1996 la Spagna ottenne un quarto club, in teoria togliendolo alla Germania che però lo recuperò grazie al ruolo di paese detentore.
Al contempo, i Paesi Bassi guadagnarono un club a discapito della Russia, mentre Ucraina, Repubblica Ceca e Ungheria ne guadagnarono uno ciascuno a discapito di Israele, Serbia-Montenegro e Polonia; quest'ultima tuttavia recuperò il club perso lasciato libero dall'Albania.
La Francia ebbe tre club in più provenienti dalla Coppa Intertoto, presentandosi così all'avvio della competizione con un record di sette partecipanti.
Il lotto complessivo si ridusse rispetto alla scorsa stagione, dato che la UEFA decise che solo i sedici migliori campioni esclusi dalla riaperta Champions League sarebbero stati ripescati in questa coppa, gli altri venendo subito eliminati.

## Primo turno preliminare
| Squadra 1              | Totale | Squadra 2              | Andata | Ritorno         |
| ---------------------- | ------ | ---------------------- | ------ | --------------- |
| Dinamo Minsk           | 2 - 2  | Kolkheti Poti          | 1 - 0  | 1 - 2           |
| Hapoel Petah Tikva     | 3 - 1  | Flora Tallinn          | 1 - 0  | 2 - 1           |
| Dnipro Dnipropetrovs'k | 8 - 1  | Yerevan                | 6 - 1  | 2 - 0           |
| Inkaras Kaunas         | 4 - 7  | Boby Brno              | 3 - 1  | 1 - 6           |
| MyPa                   | 1 - 4  | Apollōn Limassol       | 1 - 1  | 0 - 3           |
| Inter CableTel AFC     | 0 - 8  | Celtic                 | 0 - 3  | 0 - 5           |
| Neuchâtel Xamax        | 10 - 1 | Tiligul-Tiras Tiraspol | 7 - 0  | 3 - 1           |
| Grevenmacher           | 1 - 6  | Hajduk Spalato         | 1 - 4  | 0 - 2           |
| Grasshopper            | 10 - 1 | Coleraine              | 3 - 0  | 7 - 1           |
| Vojvodina              | 2 - 2  | Viking FK              | 2 - 0  | 0 - 2 (4-5 dcr) |
| KR Reykjavík           | 4 - 1  | Dinamo Bucarest        | 2 - 0  | 2 - 1           |
| Bohemian               | 0 - 6  | Ferencváros            | 0 - 1  | 0 - 5           |
| FK Jablonec 97         | 8 - 0  | Qarabag                | 5 - 0  | 3 - 0           |
| Birkirkara             | 1 - 4  | Spartak Trnava         | 0 - 1  | 1 - 3           |
| Odra Wodzisław         | 4 - 2  | FK Pobeda              | 3 - 0  | 1 - 2           |
| Daugava Riga           | 2 - 5  | Vorskla Poltava        | 1 - 3  | 1 - 2           |
| SK Brann               | 4 - 4  | Nafteks Burgas         | 2 - 1  | 2 - 3           |
| Principat              | 0 - 17 | Dundee Utd             | 0 - 8  | 0 - 9           |
| Gorica                 | 4 - 4  | Oţelul Galaţi          | 2 - 0  | 2 - 4           |
| Ujpest Dosza           | 9 - 2  | Ki Klaksvik            | 6 - 0  | 3 - 2           |

## Secondo turno preliminare
| Squadra 1          | Totale | Squadra 2              | Andata | Ritorno         |
| ------------------ | ------ | ---------------------- | ------ | --------------- |
| Hajduk Spalato     | 5 - 2  | Malmö FF               | 3 - 2  | 2 - 0           |
| Anderlecht         | 4 - 0  | Vorskla Poltava        | 2 - 0  | 2 - 0           |
| Neuchâtel Xamax    | 4 - 2  | Viking FK              | 3 - 0  | 1 - 2           |
| Rotor              | 6 - 3  | Odra Wodzisław         | 2 - 0  | 4 - 3           |
| Trabzonspor        | 2 - 1  | Dundee Utd             | 1 - 0  | 1 - 1           |
| Rapid Vienna       | 6 - 3  | Boby Brno              | 6 - 1  | 0 - 2           |
| Wacker Tirol       | 5 - 7  | Celtic                 | 2 - 1  | 3 - 6           |
| Helsingborgs       | 1 - 1  | Ferencváros            | 0 - 1  | 1 - 0 (3-4 dcr) |
| Vejle Boldklub     | 0 - 1  | Hapoel Petah Tikva     | 0 - 0  | 0 - 1           |
| Grasshopper        | 3 - 2  | SK Brann               | 3 - 0  | 0 - 2           |
| Gorica             | 3 - 8  | Club Bruges            | 3 - 5  | 0 - 3           |
| PAOK Salonicco     | 6 - 3  | Spartak Trnava         | 5 - 3  | 1 - 0           |
| KR Reykjavík       | 1 - 3  | OFI Creta              | 0 - 0  | 1 - 3           |
| FK Jablonec 97     | 1 - 1  | Örebro                 | 1 - 1  | 0 - 0           |
| Apollōn Limassol   | 0 - 3  | R.E. Mouscron          | 0 - 0  | 0 - 3           |
| Dinamo Minsk       | 0 - 3  | Lillestrøm SK          | 0 - 2  | 0 - 1           |
| Ujpest Dosza       | 2 - 3  | Aarhus                 | 0 - 0  | 2 - 3           |
| Alanya Vladikavkaz | 6 - 2  | Dnipro Dnipropetrovs'k | 2 - 1  | 4 - 1           |

## Trentaduesimi di finale
| Squadra 1           | Totale | Squadra 2          | Andata | Ritorno     |
| ------------------- | ------ | ------------------ | ------ | ----------- |
| Deportivo La Coruña | 1 - 2  | Auxerre            | 1 - 2  | 0 - 0       |
| Austria Salzburg    | 6 - 7  | Anderlecht         | 4 - 3  | 2 - 4       |
| PAOK Salonicco      | 2 - 1  | Arsenal            | 1 - 0  | 1 - 1       |
| Widzew Łódź         | 1 - 3  | Udinese            | 1 - 0  | 0 - 3       |
| Maribor             | 2 - 10 | Ajax               | 1 - 1  | 1 - 9       |
| Lione               | 7 - 3  | Brøndby            | 4 - 1  | 3 - 2       |
| MPKC Mozyr          | 1 - 2  | Dinamo Tbilisi     | 1 - 1  | 0 - 1       |
| Real Valladolid     | 2 - 1  | Skonto             | 2 - 0  | 0 - 1       |
| Vitória Guimarães   | 1 - 6  | Lazio              | 0 - 4  | 1 - 2       |
| Strasburgo          | 4 - 2  | Rangers            | 2 - 1  | 2 - 1       |
| MTK Hungária FC     | 4 - 1  | Alanya Vladikavkaz | 3 - 0  | 1 - 1       |
| Schalke 04          | 5 - 2  | Hajduk Spalato     | 2 - 0  | 3 - 2       |
| Bastia              | 1 - 0  | Benfica            | 1 - 0  | 0 - 0       |
| Sion                | 1 - 6  | Spartak Mosca      | 0 - 1  | 1 - 5       |
| OFI Creta           | 4 - 2  | Ferencváros        | 3 - 0  | 1 - 2       |
| Sampdoria           | 1 - 4  | Athletic Bilbao    | 1 - 2  | 0 - 2       |
| Bordeaux            | 0 - 1  | Aston Villa        | 0 - 0  | 0 - 1 (dts) |
| Steaua Bucarest     | 2 - 1  | Fenerbahçe         | 0 - 0  | 2 - 1       |
| Rotor               | 6 - 1  | Örebro             | 2 - 0  | 4 - 1       |
| FC Jazz             | 1 - 7  | Monaco 1860        | 0 - 1  | 1 - 6       |
| Trabzonspor         | 5 - 6  | Bochum             | 2 - 1  | 3 - 5       |
| Croazia Zagabria    | 9 - 4  | Grasshopper        | 4 - 4  | 5 - 0       |
| Vitesse Arnhem      | 2 - 3  | Braga              | 2 - 1  | 0 - 2       |
| Rapid Vienna        | 2 - 1  | Hapoel Petah Tikva | 1 - 0  | 1 - 1       |
| Inter               | 4 - 0  | Neuchâtel Xamax    | 2 - 0  | 2 - 0       |
| Celtic              | 2 - 2  | Liverpool          | 2 - 2  | 0 - 0       |
| R.E. Mouscron       | 1 - 6  | Metz               | 0 - 2  | 1 - 4       |
| Twente              | 2 - 2  | Lillestrøm         | 0 - 1  | 2 - 1       |
| Beitar Jerusalem    | 2 - 4  | Club Bruges        | 2 - 1  | 0 - 3       |
| Atlético Madrid     | 4 - 1  | Leicester City     | 2 - 1  | 2 - 0       |
| Aarhus              | 3 - 2  | Nantes             | 2 - 2  | 1 - 0       |
| Karlsruhe           | 3 - 2  | Anorthōsis         | 2 - 1  | 1 - 1       |

## Sedicesimi di finale
| Squadra 1       | Totale | Squadra 2        | Andata | Ritorno |
| --------------- | ------ | ---------------- | ------ | ------- |
| Strasburgo      | 3 - 2  | Liverpool        | 3 - 0  | 0 - 2   |
| Inter           | 4 - 3  | Lione            | 1 - 2  | 3 - 1   |
| Braga           | 5 - 0  | Dinamo Tbilisi   | 4 - 0  | 1 - 0   |
| Schalke 04      | 3 - 1  | Anderlecht       | 1 - 0  | 2 - 1   |
| Ajax            | 2 - 2  | Udinese          | 1 - 0  | 1 - 2   |
| Club Bruges     | 2 - 4  | Bochum           | 1 - 0  | 1 - 4   |
| Metz            | 1 - 3  | Karlsruher       | 0 - 2  | 1 - 1   |
| Spartak Mosca   | 4 - 1  | Valladolid       | 2 - 0  | 2 - 1   |
| MTK Hungaria    | 1 - 2  | Croazia Zagabria | 1 - 0  | 0 - 2   |
| Atlético Madrid | 9 - 6  | PAOK Salonicco   | 5 - 2  | 4 - 4   |
| Steaua Bucarest | 3 - 3  | Bastia           | 1 - 0  | 2 - 3   |
| Athletic Bilbao | 1 - 2  | Aston Villa      | 0 - 0  | 1 - 2   |
| Rapid Vienna    | 4 - 2  | Monaco 1860      | 3 - 0  | 1 - 2   |
| Rotor           | 0 - 3  | Lazio            | 0 - 0  | 0 - 3   |
| Aarhus          | 1 - 1  | Twente           | 1 - 1  | 0 - 0   |
| Auxerre         | 5 - 4  | OFI Creta        | 3 - 1  | 2 - 3   |

## Ottavi di finale
| Squadra 1        | Totale | Squadra 2       | Andata | Ritorno     |
| ---------------- | ------ | --------------- | ------ | ----------- |
| Strasburgo       | 2 - 3  | Inter           | 2 - 0  | 0 - 3       |
| Braga            | 0 - 2  | Schalke 04      | 0 - 0  | 0 - 2       |
| Ajax             | 6 - 4  | Bochum          | 4 - 2  | 2 - 2       |
| Karlsruher       | 0 - 1  | Spartak Mosca   | 0 - 0  | 0 - 1 (dts) |
| Croazia Zagabria | 1 - 2  | Atlético Madrid | 1 - 1  | 0 - 1       |
| Steaua Bucarest  | 2 - 3  | Aston Villa     | 2 - 1  | 0 - 2       |
| Rapid Vienna     | 0 - 3  | Lazio           | 0 - 2  | 0 - 1       |
| Twente           | 0 - 3  | Auxerre         | 0 - 1  | 0 - 2       |

## Quarti di finale
| Squadra 1       | Totale | Squadra 2     | Andata | Ritorno     |
| --------------- | ------ | ------------- | ------ | ----------- |
| Inter           | 2 - 1  | Schalke 04    | 1 - 0  | 1 - 1 (dts) |
| Ajax            | 1 - 4  | Spartak Mosca | 1 - 3  | 0 - 1       |
| Atlético Madrid | 2 - 2  | Aston Villa   | 1 - 0  | 1 - 2       |
| Lazio           | 3 - 2  | Auxerre       | 1 - 0  | 2 - 2       |

## Semifinali
| Squadra 1       | Totale | Squadra 2     | Andata | Ritorno |
| --------------- | ------ | ------------- | ------ | ------- |
| Inter           | 4 - 2  | Spartak Mosca | 2 - 1  | 2 - 1   |
| Atlético Madrid | 0 - 1  | Lazio         | 0 - 1  | 0 - 0   |

## Finale
| Arbitro: | Antonio López Nieto |

|  |           |                                        |
|  | Marcatori | 5’ Zamorano 60’ J. Zanetti 70’ Ronaldo |

| Lazio | Inter |

| Lazio               |    |                         |
|                     |    |                         |
| POR                 | 1  | Luca Marchegiani        |
| TS                  | 5  | Giuseppe Favalli        |
| DC                  | 2  | Paolo Negro             |
| DC                  | 13 | Alessandro Nesta        |
| TD                  | 20 | Alessandro Grandoni 55' |
| CLD                 | 14 | Diego Fuser (C)         |
| CEN                 | 23 | Giorgio Venturin 50'    |
| CEN                 | 21 | Vladimir Jugović        |
| CLS                 | 18 | Pavel Nedvěd            |
| ATT                 | 9  | Pierluigi Casiraghi     |
| ATT                 | 10 | Roberto Mancini         |
| Sostituzioni:       |    |                         |
| D                   | 17 | Guerino Gottardi 55'    |
| C                   | 25 | Matías Almeyda 50' 88'  |
| Allenatore:         |    |                         |
| Sven-Göran Eriksson |    |                         |

| Inter         |    |                       |
|               |    |                       |
| POR           | 1  | Gianluca Pagliuca (C) |
| TD            | 33 | Francesco Colonnese   |
| DC            | 16 | Taribo West 82'       |
| LIB           | 7  | Salvatore Fresi       |
| TS            | 4  | Javier Zanetti        |
| CEN           | 8  | Aron Winter 68'       |
| CEN           | 13 | Zé Elias              |
| CEN           | 14 | Diego Simeone         |
| TRQ           | 6  | Youri Djorkaeff 68'   |
| ATT           | 9  | Iván Zamorano 72'     |
| ATT           | 10 | Ronaldo               |
| Sostituzioni: |    |                       |
| D             | 24 | Luigi Sartor 72'      |
| C             | 15 | Benoît Cauet 68'      |
| C             | 17 | Francesco Moriero 68' |
| Allenatore:   |    |                       |
| Luigi Simoni  |    |                       |

## Classifica marcatori
| Gol |  |  | Giocatore           | Squadra          |
| --- |  |  | ------------------- | ---------------- |
| 7   |  |  | Stéphane Guivarc'h  | Auxerre          |
| 6   |  |  | Shota Arveladze     | Ajax             |
|     |  |  | Aleksandr Širko     | Spartak Mosca    |
|     |  |  | Ronaldo             | Inter            |
| 5   |  |  | Robert Prosinečki   | Croazia Zagabria |
|     |  |  | Christian Vieri     | Atlético Madrid  |
| 4   |  |  | Gérald Baticle      | Strasburgo       |
|     |  |  | Nordin Jbari        | Club Bruges      |
|     |  |  | Igor Cvitanović     | Croazia Zagabria |
|     |  |  | Pierluigi Casiraghi | Lazio            |